# 秋田県立支援学校天王みどり学園
秋田県立支援学校天王みどり学園（あきたけんりつしえんがっこうてんのうみどりがくえん）は、秋田県潟上市天王字追分西にある公立特別支援学校。知的障害者を教育対象とする。

## 概要
1999年に若美町（現・男鹿市）に設置された秋田県立秋田養護学校南秋分教室が前身であり、2003年に当時県内で養護学校空白域だった男鹿・潟上・南秋地区を対象とすべく、本校から独立して当時の天王町（現・潟上市）の秋田県総合教育センターの隣接地に開校した。
前身の南秋分教室設置経緯から、本来は男鹿・潟上・南秋地区が通学区であるが、秋田市北端部からは、秋田市西部に所在する秋田県立栗田支援学校への交通アクセスが弱く遠方となるため、選択制ではあるものの、当該地域も通学区の一部に取り込んでいる。
秋田県における知的障害教育の研究校に指定されている。

## 沿革
- 1999年 - 若美町立払戸小学校（現・男鹿市立払戸小学校）内に、秋田県立秋田養護学校南秋分教室として設置。
- 2003年 - 天王町（現・潟上市）に所在する秋田県総合教育センターの敷地内に、秋田県立養護学校天王みどり学園として設立。これに伴い、秋田県立秋田養護学校南秋分教室は廃止される。
- 2016年（平成28年）4月1日 - 校名を秋田県立支援学校天王みどり学園に変更[1]。

## 学部
- 小学部
- 中学部
- 高等部

## 行事
- 運動会
- 夏まつり
- 修学旅行
- 学園祭